# Selección femenina de fútbol de Bermudas
La selección femenina de fútbol de Bermudas es el equipo nacional de fútbol que representa a Bermudas en torneos y competencias internacionales femeniles como la Copa de Oro Femenina de la Concacaf. Su organización está a cargo de la Asociación de Fútbol de Bermudas, la cual está afiliada a la Concacaf.

## Estadísticas

### Copa Mundial Femenina de Fútbol
| Edición | Resultado               | Posición                | PJ                      | PG                      | PE                      | PP                      | GF                      | GC                      |
| ------- | ----------------------- | ----------------------- | ----------------------- | ----------------------- | ----------------------- | ----------------------- | ----------------------- | ----------------------- |
| 1991    | No existía la selección | No existía la selección | No existía la selección | No existía la selección | No existía la selección | No existía la selección | No existía la selección | No existía la selección |
| 1995    | No existía la selección | No existía la selección | No existía la selección | No existía la selección | No existía la selección | No existía la selección | No existía la selección | No existía la selección |
| 1999    | No existía la selección | No existía la selección | No existía la selección | No existía la selección | No existía la selección | No existía la selección | No existía la selección | No existía la selección |
| 2003    | No participó            | No participó            | No participó            | No participó            | No participó            | No participó            | No participó            | No participó            |
| 2007    | No clasificó            | No clasificó            | No clasificó            | No clasificó            | No clasificó            | No clasificó            | No clasificó            | No clasificó            |
| 2011    | No clasificó            | No clasificó            | No clasificó            | No clasificó            | No clasificó            | No clasificó            | No clasificó            | No clasificó            |
| 2015    | No clasificó            | No clasificó            | No clasificó            | No clasificó            | No clasificó            | No clasificó            | No clasificó            | No clasificó            |
| 2019    | No clasificó            | No clasificó            | No clasificó            | No clasificó            | No clasificó            | No clasificó            | No clasificó            | No clasificó            |
| 2023    | No clasificó            | No clasificó            | No clasificó            | No clasificó            | No clasificó            | No clasificó            | No clasificó            | No clasificó            |
| 2027    | Por disputarse          | Por disputarse          | Por disputarse          | Por disputarse          | Por disputarse          | Por disputarse          | Por disputarse          | Por disputarse          |
| Total   | 0/9                     | -                       | -                       | -                       | -                       | -                       | -                       | -                       |

### Campeonato Femenino de la Concacaf
| Edición | Resultado               | Posición                | PJ                      | PG                      | PE                      | PP                      | GF                      | GC                      |
| ------- | ----------------------- | ----------------------- | ----------------------- | ----------------------- | ----------------------- | ----------------------- | ----------------------- | ----------------------- |
| 1991    | No existía la selección | No existía la selección | No existía la selección | No existía la selección | No existía la selección | No existía la selección | No existía la selección | No existía la selección |
| 1993    | No existía la selección | No existía la selección | No existía la selección | No existía la selección | No existía la selección | No existía la selección | No existía la selección | No existía la selección |
| 1994    | No existía la selección | No existía la selección | No existía la selección | No existía la selección | No existía la selección | No existía la selección | No existía la selección | No existía la selección |
| 1998    | No existía la selección | No existía la selección | No existía la selección | No existía la selección | No existía la selección | No existía la selección | No existía la selección | No existía la selección |
| 2000    | No existía la selección | No existía la selección | No existía la selección | No existía la selección | No existía la selección | No existía la selección | No existía la selección | No existía la selección |
| 2002    | No participó            | No participó            | No participó            | No participó            | No participó            | No participó            | No participó            | No participó            |
| 2006    | No clasificó            | No clasificó            | No clasificó            | No clasificó            | No clasificó            | No clasificó            | No clasificó            | No clasificó            |
| 2010    | No participó            | No participó            | No participó            | No participó            | No participó            | No participó            | No participó            | No participó            |
| 2014    | No clasificó            | No clasificó            | No clasificó            | No clasificó            | No clasificó            | No clasificó            | No clasificó            | No clasificó            |
| 2018    | No clasificó            | No clasificó            | No clasificó            | No clasificó            | No clasificó            | No clasificó            | No clasificó            | No clasificó            |
| 2022    | No clasificó            | No clasificó            | No clasificó            | No clasificó            | No clasificó            | No clasificó            | No clasificó            | No clasificó            |
| Total   | 0/11                    | -                       | -                       | -                       | -                       | -                       | -                       | -                       |

### Copa Oro Femenina de la Concacaf
| Edición | Resultado    | Posición     | PJ           | PG           | PE           | PP           | GF           | GC           |
| ------- | ------------ | ------------ | ------------ | ------------ | ------------ | ------------ | ------------ | ------------ |
| 2024    | No clasificó | No clasificó | No clasificó | No clasificó | No clasificó | No clasificó | No clasificó | No clasificó |
| Total   | 0/1          | -            | -            | -            | -            | -            | -            | -            |

## Últimos partidos y próximos encuentros
Actualizado al último partido jugado el 5 de diciembre de 2023
| Fecha      | Ciudad        | Local               | Resultado | Visitante           | Competición                 |
| ---------- | ------------- | ------------------- | --------- | ------------------- | --------------------------- |
| 09-07-2023 | Saint Samsaon | Bermudas            | 4:0       | Jersey              | Juegos de las Islas 2023    |
| 10-07-2023 | Saint Samsaon | Bermudas            | 4:0       | Hitra               | Juegos de las Islas 2023    |
| 11-07-2023 | Saint Samsaon | Bermudas            | 2:0       | Åland               | Juegos de las Islas 2023    |
| 13-07-2023 | Saint Samsaon | Bermudas            | 1:0       | Isla de Man         | Juegos de las Islas 2023    |
| 14-07-2023 | Saint Samsaon | Bermudas            | 4:0       | Hébridas Exteriores | Juegos de las Islas 2023    |
| 22-09-2023 | Hamilton      | Bermudas            | 2:0       | Rep. Dominicana     | Clas. Copa Oro Femenil 2024 |
| 26-09-2023 | Kingstown     | San Vicente y Grnd. | 0:4       | Bermudas            | Clas. Copa Oro Femenil 2024 |
| 27-10-2023 | Bridgetown    | Barbados            | 1:1       | Bermudas            | Clas. Copa Oro Femenil 2024 |
| 31-10-2023 | Hamilton      | Bermudas            | 4:2       | Barbados            | Clas. Copa Oro Femenil 2024 |
| 01-12-2023 | Hamilton      | Bermudas            | 3:0       | San Vicente y Grnd. | Clas. Copa Oro Femenil 2024 |
| 05-12-2023 | TBD           | Rep. Dominicana     | 2:0       | Bermudas            | Clas. Copa Oro Femenil 2024 |

## Convocatoria

### Jugadoras
Convocatoria para disputar los Juegos de las Islas 2023.
| No. | Pos. | Jugador             | Fecha de nacimiento (edad)        | Apa. | Goles | Club                      |
| --- | ---- | ------------------- | --------------------------------- | ---- | ----- | ------------------------- |
|     | POR  | Zakhari Turner      | 22 de enero de 2003 (22 años)     | 2    | 0     | Desconocido               |
|     | POR  | Samantha Davies     | 18 de mayo de 2005 (20 años)      | 1    | 0     | Desconocido               |
|     |      |                     |                                   |      |       |                           |
|     | DEF  | Koa Goodchild       | 29 de enero de 2003 (22 años)     | 3    | 0     | Howard Bison              |
|     | DEF  | Victoria Davis      | 24 de octubre de 2002 (22 años)   | 8    | 1     | Algonquin College         |
|     | DEF  | Sierra Fisher       | 31 de marzo de 1996 (29 años)     | 1    | 0     | Desconocido               |
|     | DEF  | Jaden Masters       | 14 de enero de 2003 (22 años)     | 1    | 0     | Desconocido               |
|     | DEF  | Danni Watson        | 28 de marzo de 2003 (22 años)     | 2    | 0     | Berkshire School          |
|     | DEF  | Zemira Webb         | 21 de julio de 2004 (20 años)     | 1    | 0     | Desconocido               |
|     | DEF  | Taznae Fubler       | 7 de junio de 1999 (26 años)      | 4    | 0     | Alabama A&M Lady Bulldogs |
|     |      |                     |                                   |      |       |                           |
|     | MED  | Eva Frazzoni        | 17 de febrero de 1998 (27 años)   | 8    | 0     | Hashtag United            |
|     | MED  | Emily Cabral        | 2004 de julio del 1               | 2    | 0     | Saltus Grammar School     |
|     | MED  | Khyla Brangman      | 27 de noviembre de 1994 (30 años) | 8    | 1     | Desconocido               |
|     | MED  | Jya Ratteray-Smith  | 2 de julio de 2002 (22 años)      | 3    | 0     | Somerset                  |
|     | MED  | Keunna Dill         | 31 de octubre de 1995 (29 años)   | 8    | 1     | Norwich City              |
|     | MED  | Trinae Edwards      | 18 de febrero de 2002 (23 años)   | 7    | 0     | Desconocido               |
|     | MED  | Akeyla Furbert      | 4 de septiembre de 1994 (30 años) | 6    | 1     | Desconocido               |
|     | MED  | Jahde Simmons       | 24 de agosto de 2005 (19 años)    | 1    | 0     | Norwich City              |
|     |      |                     |                                   |      |       |                           |
|     | DEL  | Symira Lowe-Darrell | 11 de julio de 2000 (24 años)     | 5    | 0     | Holland College           |
|     | DEL  | LeiLanni Nesbeth    | 11 de julio de 2001 (23 años)     | 4    | 5     | Florida State Seminoles   |
|     | DEL  | Deshae Darrell      | 11 de marzo de 2002 (23 años)     | 4    | 2     | Towson Tigers             |
|     |      |                     |                                   |      |       |                           |